# Oasi Zegna
 (septembre 2015).
L'Oasi Zegna est une zone naturelle en Province de Biella, Piémont. Elle a été créée par l'entrepreneur Ermenegildo Zegna, fondateur de l'usine homonyme à Trivero, qui voulait donner à son village natal des nouvelles infrastructures (maisons pour les ouvriers, un hôpital, un centre pour le sport, une piscine) et un parc. Il a aussi créé des structures touristiques, comme la Panoramica Zegna, une route panoramique.

## Histoire
Grâce à ces réalisations en 1993, la famille Zegna, qui possède la zone, a réalisé le projet Oasi Zegna pour préserver la zone de 100 km2. L'Oasi Zegna veut sauvegarder et mettre en valeur la nature grâce aux sports (trekking, randonnées, VTT, équitation, escalade, ski), à l'éducation et à l'environnement.

## L'éducation à l'environnement
Le projet Oasi Zegna veut développer l’éducation environnementale, surtout pour les jeunes.
C'est pour ça que depuis sa création l'Oasi Zegna a coopéré avec des organisations internationales comme TEMA, organisation turque contre la désertification, le Fonds mondial pour la nature en Chine, RFA (Rain Forest Alliance), MGF (Moanalua Garden Foundation), AOC (American Ocean Campaign) et EMA (Environmental Media Association) aux États-Unis.
En collaboration avec EMA, l'Oasi Zegna a remis des récompenses à des personnes du monde du spectacle comme Sting, Trudie Styler, John Travolta, Ted Danson et Olivia Newton-John pour leur engagement pour l'écologie. En 2001 avec AOC, l'Oasi a remis un prix à Bill Clinton.
L'Oasi collabore aussi avec le Fondo per l'Ambiente Italiano et le Museo Civico di Storia Naturale de Milan.

## Écomusée et lieux d'intérêt
L'Oasi Zegna fait partie de l'Écomusée du Biellais pour préserver les traditions pastorales et de la montagne comme l'apiculture.
Les lieux d'intérêt près de l'Oasi sont:
- Sanctuaire Nostra Signora della Brughiera
- Maison-musée de Rosazza, partie de l'Écomusée du Biellais
- Parco degli Arbo de San Paolo Cervo : parc des châtaigniers
- Fabbrica della Ruota (Usine de la roue) dans la commune de Pray : un des plus importants exemples d'archéologie industrielle en Italie
- Hameau Bonda, dans la commune de Mezzana Mortigliengo, avec des maisons peintes par des artistes contemporains.

## La station de ski
La station de ski de l'Oasi, inaugurée en 1957, se trouve à Bielmonte.

## Galerie

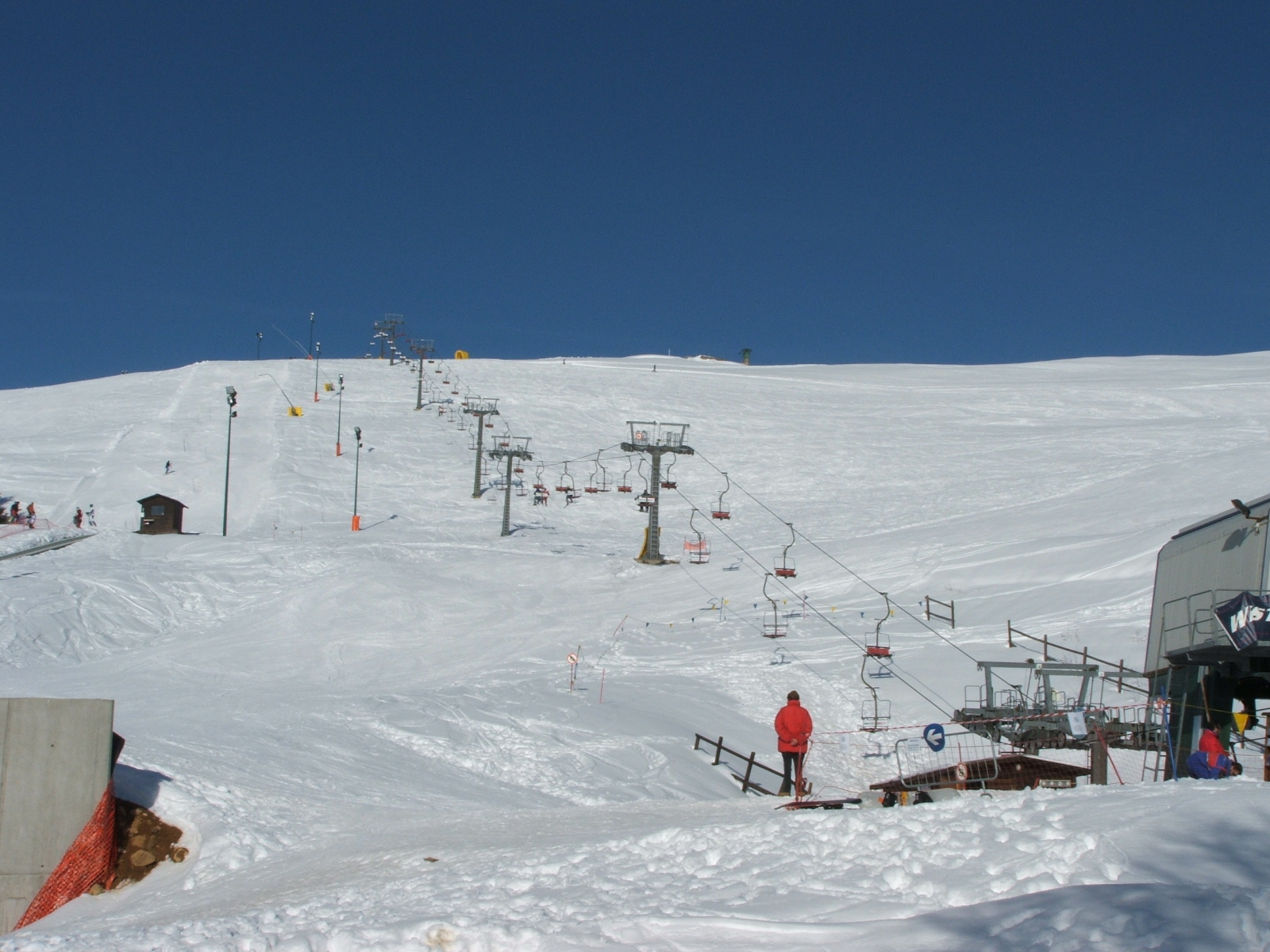
La station de ski du Bielmonte
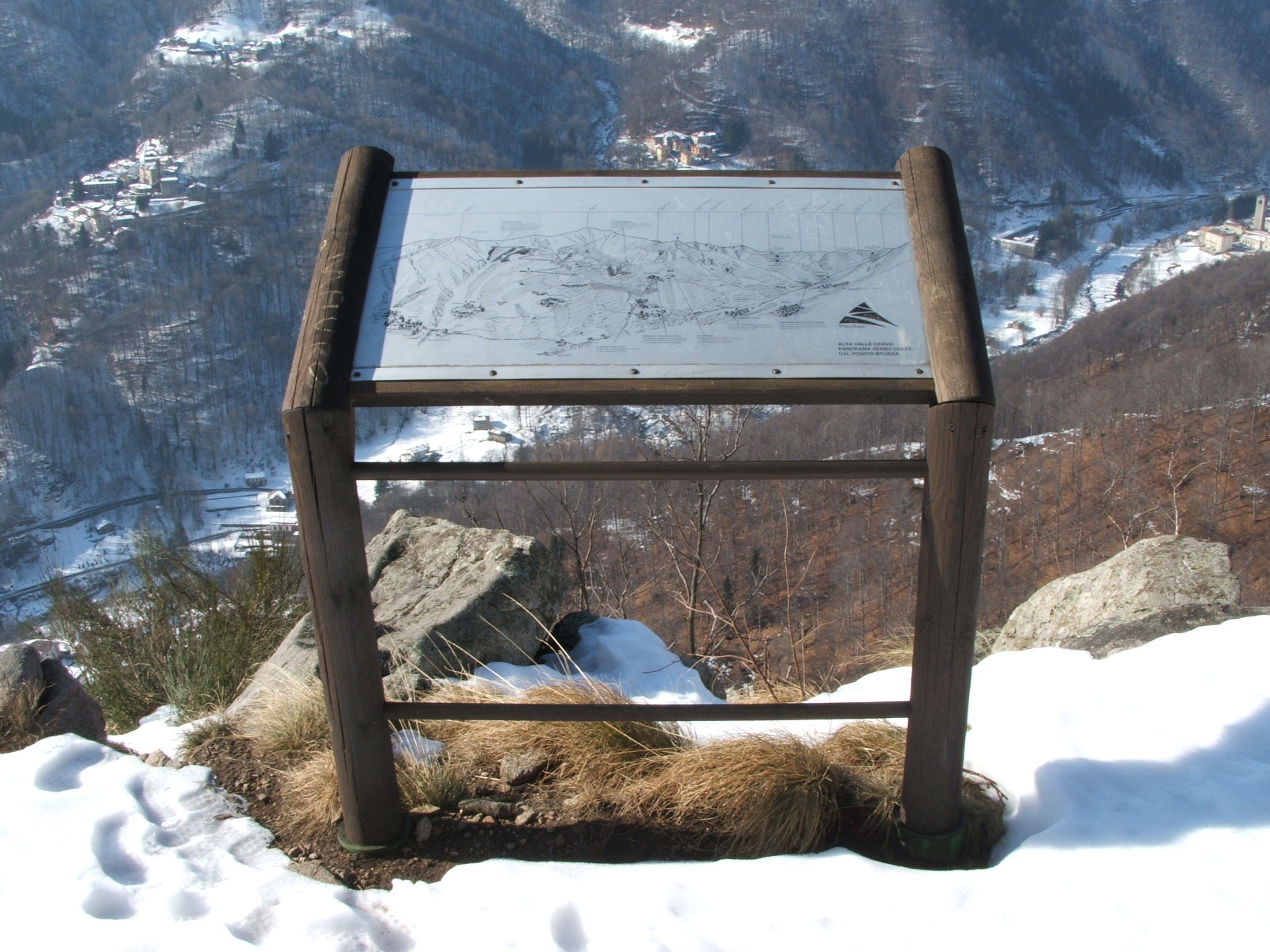
La Panoramica Zegna
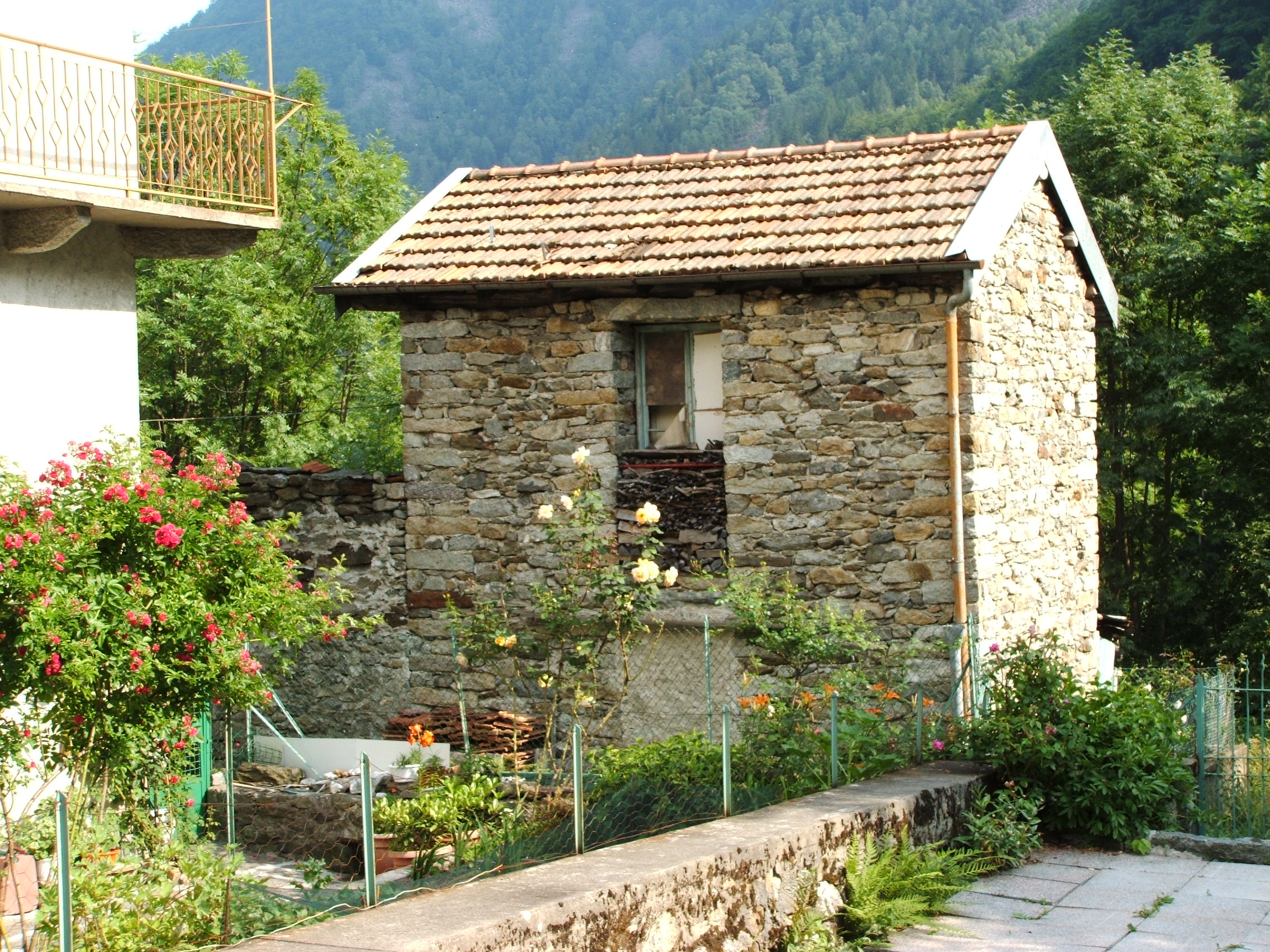
Une ancienne maison en Vallée Cervo
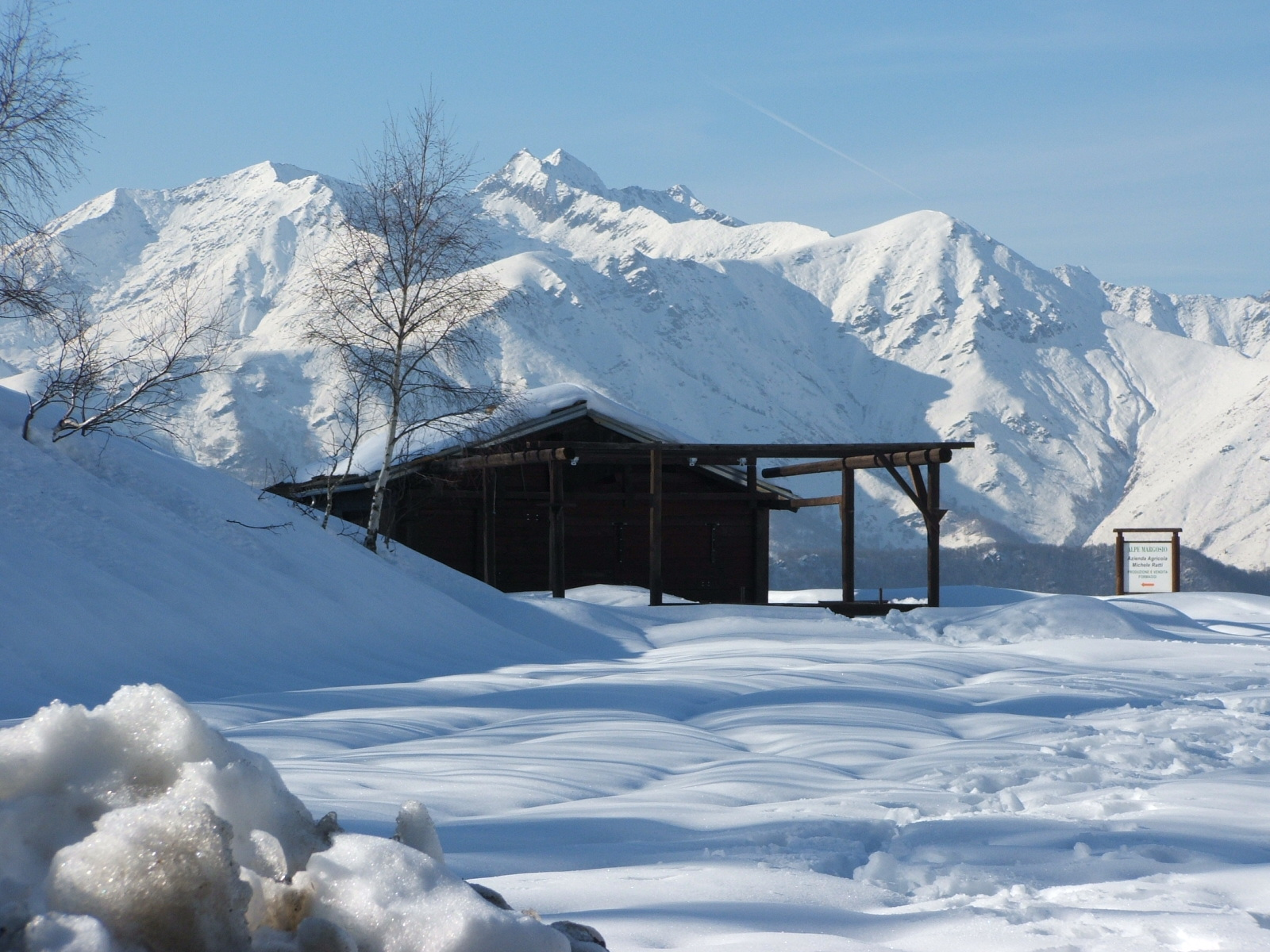
La Vallée Sessera